# Estanis Pedrola
Estanislau Pedrola Fortuny (Cambrils, 24 de agosto de 2003), conocido como Estanis, es un futbolista español que juega en la demarcación de delantero en la U. C. Sampdoria de la Serie B.

## Trayectoria
Estanis se unió a la cantera del F. C. Barcelona en 2021, procedente de la Fundación Futbol Base Reus, siendo asignado al primer equipo juvenil. Previamente, se había formado en el club Costa Daurada FC de Salou y en las categorías inferiores del R. C. D. Espanyol.
Debutó con el primer equipo el 2 de enero de 2022 tras múltiples bajas en el conjunto catalán, entrando como suplente en una victoria por 0-1 frente al R. C. D. Mallorca en la Primera División de España.
El 11 de agosto de 2023 fue cedido a la U. C. Sampdoria con una opción de compra de 3 millones de euros en función de determinadas condiciones. En caso de hacerse efectiva, la entidad azulgrana se guardaba la opción de recomprarlo por 7 millones y el 50 % de un futuro traspaso. Se acabó quedando en propiedad en el conjunto italiano y, el 3 de febrero de 2025, lo prestó al Bologna F. C. 1909.

## Estadísticas

### Clubes
Actualizado al último partido disputado el 24 de abril de 2025.
| Club                             | Div.          | Temporada     | Liga  | Liga  | Copas nacionales | Copas nacionales | Copas internacionales | Copas internacionales | Total | Total |
| Club                             | Div.          | Temporada     | Part. | Goles | Part.            | Goles            | Part.                 | Goles                 | Part. | Goles |
| -------------------------------- | ------------- | ------------- | ----- | ----- | ---------------- | ---------------- | --------------------- | --------------------- | ----- | ----- |
| F. C. Barcelona "B" · España     | 1.ª F         | 2021-22       | 7     | 1     | ―                | ―                | ―                     | ―                     | 7     | 1     |
| F. C. Barcelona · España         | 1.ª           | 2021-22       | 1     | 0     | 0                | 0                | 0                     | 0                     | 1     | 0     |
| F. C. Barcelona · España         | Total club    | Total club    | 1     | 0     | 0                | 0                | 0                     | 0                     | 1     | 0     |
| F. C. Barcelona Atlètic · España | 1.ª F         | 2022-23       | 23    | 8     | ―                | ―                | ―                     | ―                     | 23    | 8     |
| F. C. Barcelona Atlètic · España | Total club    | Total club    | 30    | 9     | 0                | 0                | 0                     | 0                     | 30    | 9     |
| U. C. Sampdoria · Italia         | 2.ª           | 2023-24       | 15    | 3     | 1                | 0                | ―                     | ―                     | 16    | 3     |
| U. C. Sampdoria · Italia         | 2.ª           | 2024-25       | 9     | 0     | 1                | 0                | ―                     | ―                     | 10    | 0     |
| U. C. Sampdoria · Italia         | Total club    | Total club    | 24    | 3     | 2                | 0                | 0                     | 0                     | 26    | 3     |
| Bologna F. C. 1909 · Italia      | 1.ª           | 2024-25       | 1     | 0     | 1                | 0                | ―                     | ―                     | 2     | 0     |
| Bologna F. C. 1909 · Italia      | Total club    | Total club    | 1     | 0     | 1                | 0                | 0                     | 0                     | 2     | 0     |
| Total carrera                    | Total carrera | Total carrera | 56    | 12    | 3                | 0                | 0                     | 0                     | 59    | 12    |

## Palmarés

### Títulos nacionales
| Título      | Club               | País   | Año  |
| ----------- | ------------------ | ------ | ---- |
| Copa Italia | Bologna F. C. 1909 | Italia | 2025 |